# Lampona foliifera
Lampona foliifera là một loài nhện trong họ Lamponidae. Loài này được phát hiện ở West-Úc và het midden van Australië.